# 周子諒 (明朝)
周子諒，字灌夫，江西吉安府盧陵縣人，明朝政治人物、進士出身。

## 生平
鄉試第四。洪武四年，會試第六十九名，以诗经科登進士二甲第十四名，授工部主事。